# Hið Íslenzka Reðasafn
Islandzkie Muzeum Penisów (isl. Hið Íslenzka Reðasafn) – muzeum znajdujące się w stolicy Islandii Reykjavíku. W zbiorach placówki znajduje się 280 eksponatów w postaci penisów zwierząt, a także dwa narządy ludzkie.

## Historia

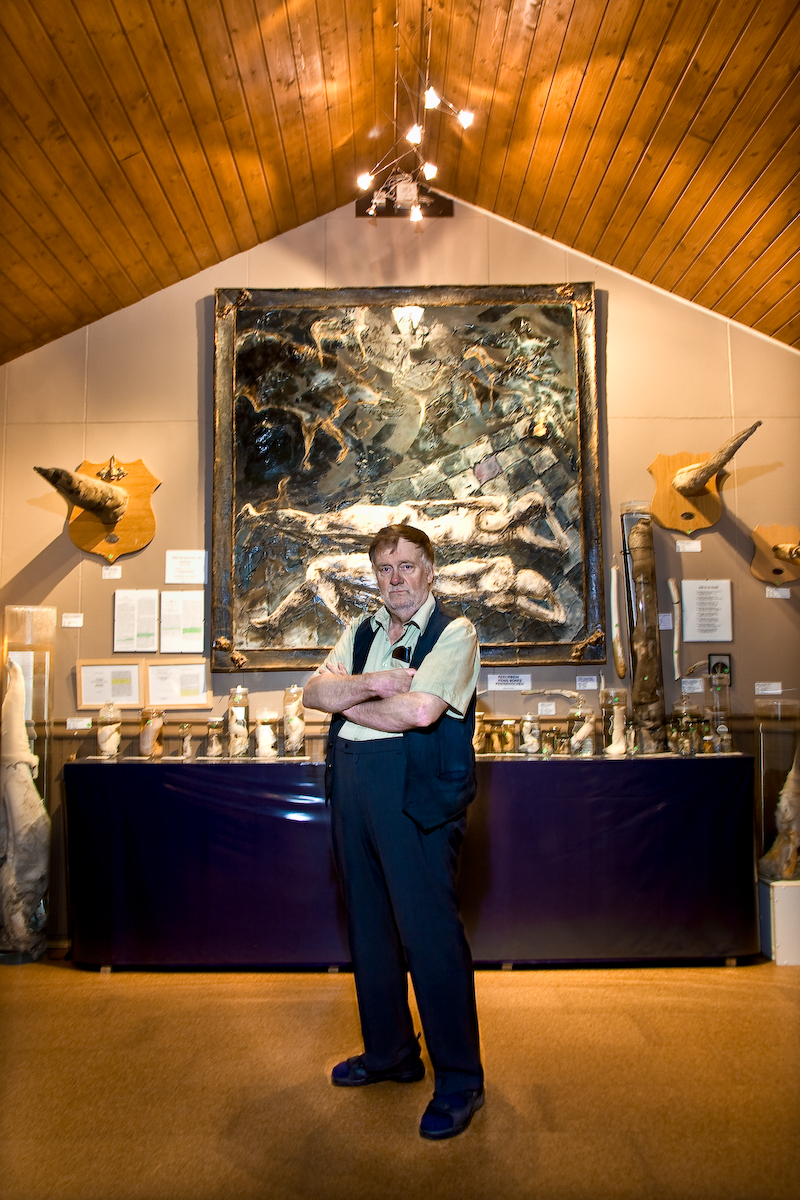
Założyciel muzeum na tle zbiorów

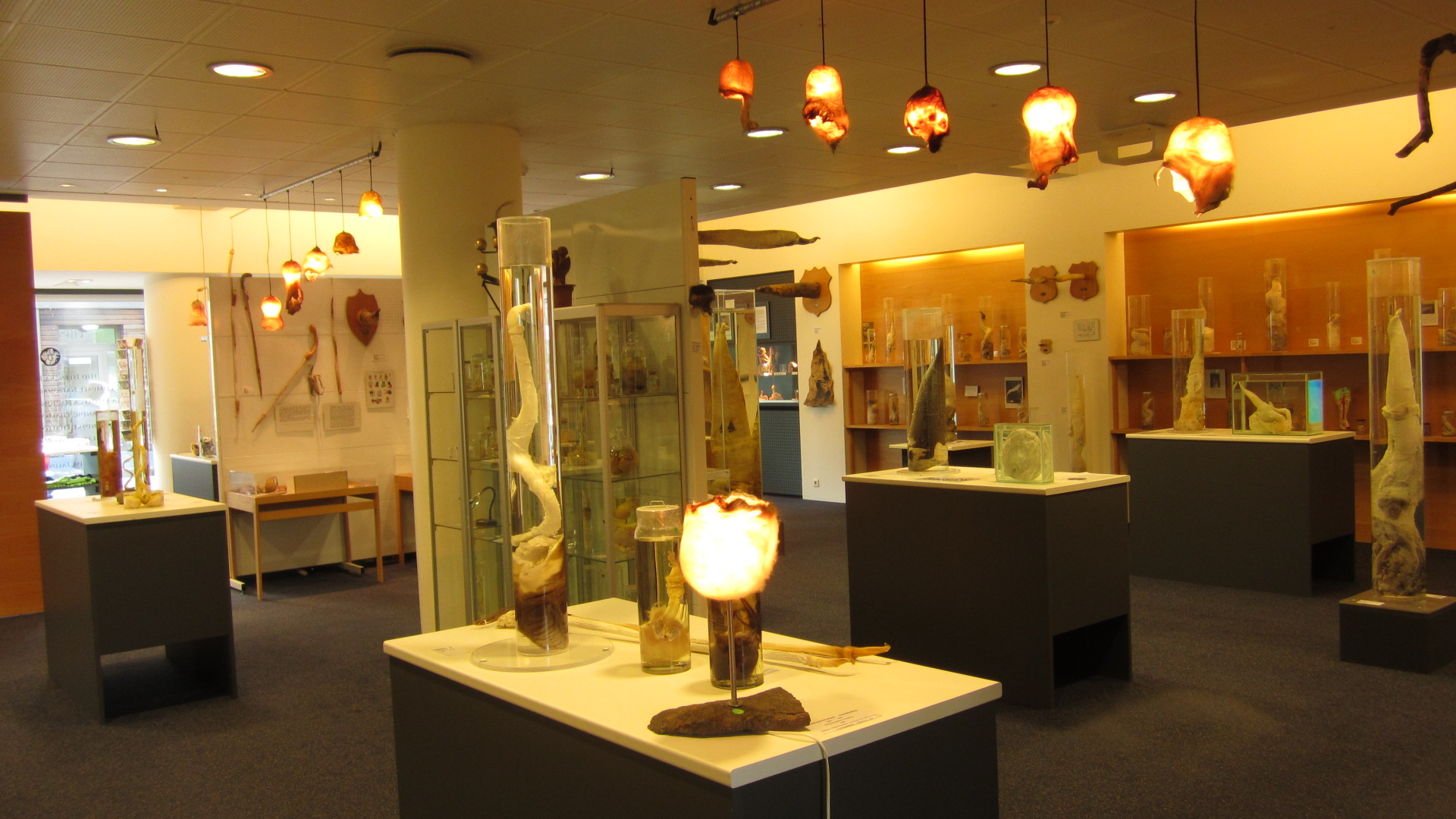
Nowa siedziba muzeum w Reykjavíku

Sigurður Hjartarson, założyciel muzeum, pracował jako nauczyciel historii oraz języka hiszpańskiego w szkole średniej Hamrahlíð w Reykjavíku. Od dziecka posiadał penis byka, który dostał jako bicz. W 1974 r. otrzymał kolejne cztery penisy wielorybów od lokalnych rybaków. Od tego czasu zaczął interesować się zbieraniem członków zwierząt. W kolejnych latach swoją kolekcję powiększał o penisy wielorybów, płetwonogów oraz innych zwierząt hodowlanych, pochodzące głównie z rzeźni. W prezencie od rybaków otrzymał także penisa niedźwiedzia polarnego zastrzelonego na dryfującej krze u wybrzeży Vestfirðir.
Kolekcja początkowo była przechowywana w szkole, w której uczył, jednak w 1997 r. Hjartarson postanowił przedstawić swoją kolekcję publicznie. Otrzymał dotację w wysokości 200 tys. ISK, która pozwoliła mu wynająć powierzchnię w muzeum w Reykjavíku w sierpniu 1997. Kolekcja powoli się rozrastała, wzrastała także liczba odwiedzających. W 2003 r. muzeum zwiedziło 5200 osób, w tym 4200 turystów z zagranicy. W 2004 r., po przejściu na emeryturę, Hjartarson nie mógł sobie pozwolić na utrzymanie wystawy, nie otrzymywał także dotacji od państwa, ani miasta. W związku z tym przeniósł wystawę do dawnej restauracji w położonej 480 km na północ od stolicy wioski Húsavík.
W 2012 r. Sigurður Hjartarson przekazał swoją kolekcję synowi Hjörturowi Gíslemu Sigurðssonowi. Muzeum zostało przeniesione z powrotem do Reykjavíku do własnej siedziby przy Laugavegur 116.
W 2012 r. pewien niemiecki przedsiębiorca złożył ofertę zakupu kolekcji penisów i przewiezienia jej do Wielkiej Brytanii za kwotę 30 mln ISK, jednak rodzina założyciela nie zgodziła się na taką propozycję, uzasadniając, że kolekcja musi pozostać w Islandii.

## Zbiory

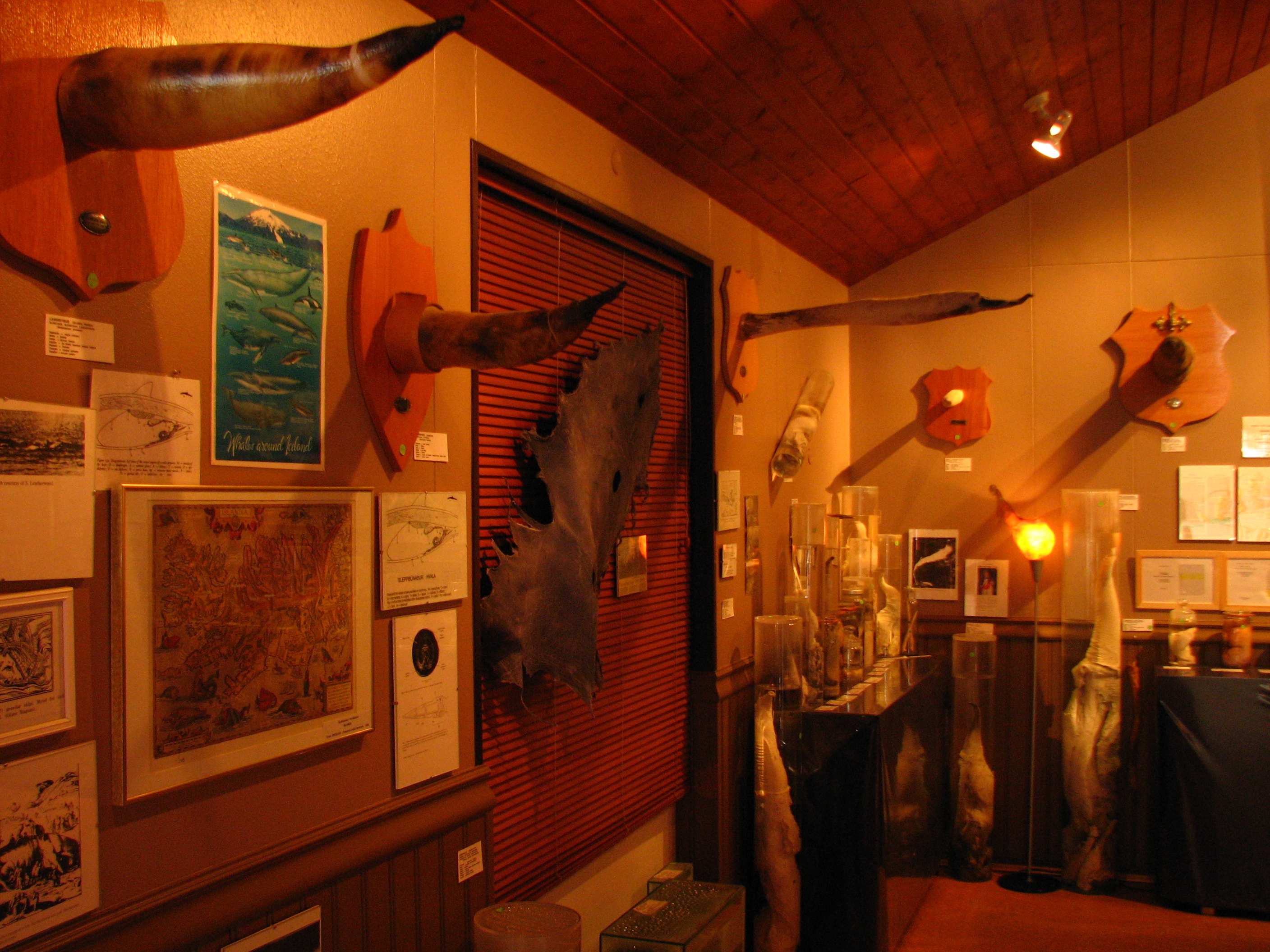
Zbiory penisów

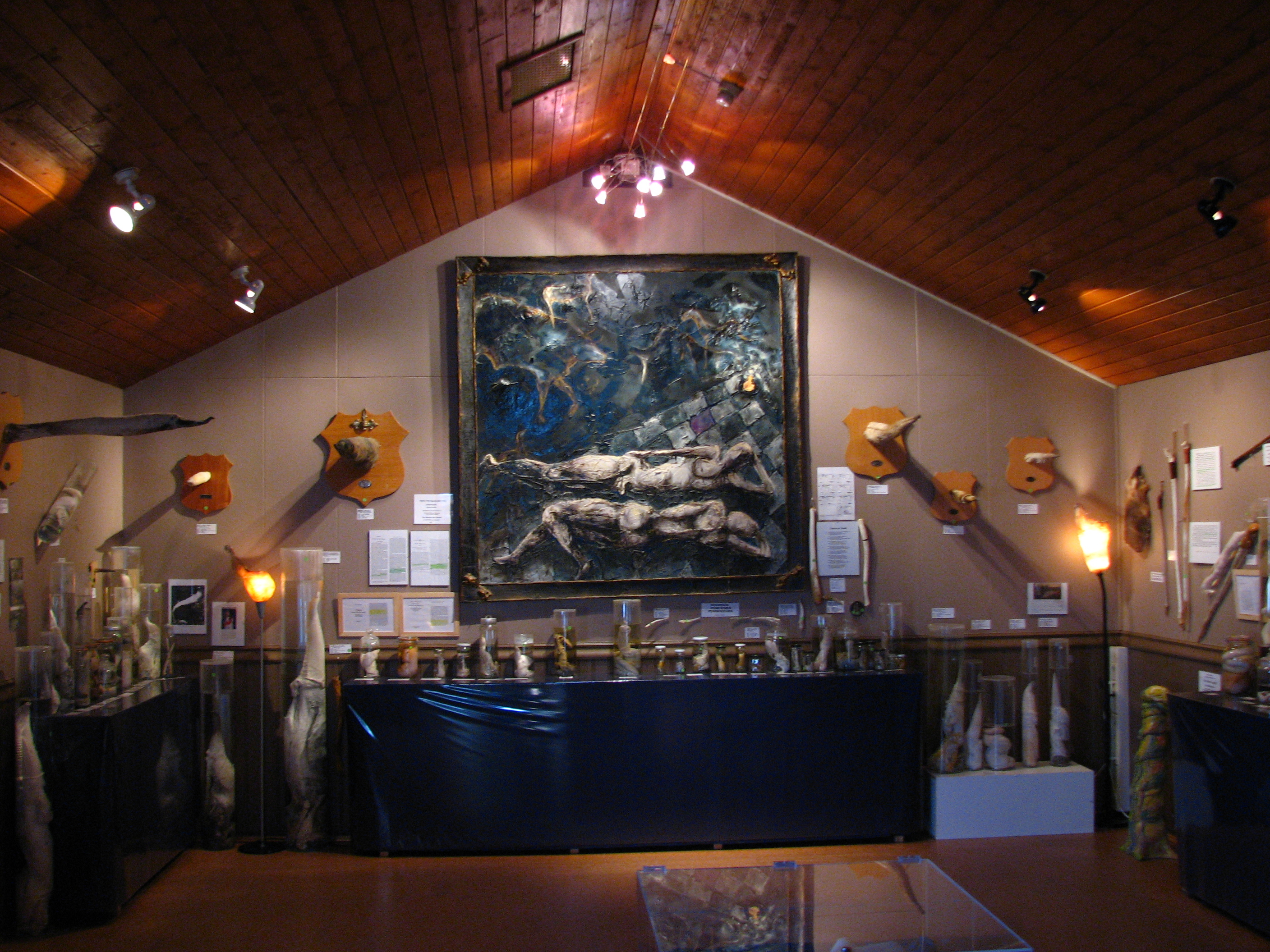
Sala wystawiennicza

W zbiorach muzeum znajduje się 280 okazów zwierzęcych penisów pochodzących od 93 różnych gatunków zwierząt. Wśród nich znajdują się okazy jednych z największych, jak i jednych z najmniejszych penisów w świecie zwierząt. Największym eksponatem jest prącie niebieskiego wieloryba o długości 170 cm i masie 70 kg (jest to tylko jego fragment, cały okaz miałby 5 m długości i masę około 350–450 kg). Najmniejszy eksponat ma natomiast 2 mm i jest to prącie chomika.
W muzeum znajduje się także wystawa poświęcona penisom postaci związanych z folklorem Islandii. W tej sekcji znajdują się prącia, które miałyby należeć do takich postaci fikcyjnych, jak np. elfy, trolle, czy też kelpie.

### Ludzki penis
Muzeum przez długi czas dążyło do uzyskania eksponatu w postaci ludzkiego prącia. Początkowo w zbiorach znajdował się jedynie napletek udostępniony przez jeden ze szpitali po operacji obrzezania. W muzeum znajduje się także 15 posrebrzanych rzeźb penisów islandzkiej reprezentacji w piłce ręcznej po tym, jak zdobyła srebrny medal na igrzyskach olimpijskich w 2008 r. w Pekinie.
Pierwszy ludzki penis trafił do kolekcji muzeum w 2008 r. Pochodził on od Amerykanina Toma Mitchella, który chciał, by „jego penis stał się najsłynniejszym penisem na świecie”. Specjalnie żeby oddać go do muzeum, wytatuował na swoim prąciu motyw flagi USA. Kolejnym ofiarodawcą stał się anonimowy Islandczyk, który zmarł w 2011 r. i tym samym kolekcja wzbogaciła się o drugi okaz ludzkiego prącia. Kolejnych dwóch darczyńców z Niemiec i Wielkiej Brytanii zadeklarowało chęć oddania swojego penisa na rzecz islandzkiego muzeum.